# Malediwy na Letnich Igrzyskach Olimpijskich 2008
Malediwy na Letnich Igrzyskach Olimpijskich 2008 reprezentowało czworo zawodników – dwóch mężczyzn i dwie kobiety. Żaden ze sportowców nie zdobył medalu.
Był to 6. start reprezentacji Malediwów na letnich igrzyskach olimpijskich.

## Występy reprezentantów Malediwów[1]

### Lekkoatletyka

#### Mężczyźni
| Konkurencje | Zawodnik    | Kwal. – runda 1 | Kwal. – runda 1 | Kwal. – runda 2 | Kwal. – runda 2 | Półfinał | Półfinał | Finał               | Finał               |
| Konkurencje | Zawodnik    | Wynik           | Poz.            | Wynik           | Poz.            | Wynik    | Poz.     | Wynik               | Poz.                |
| ----------- | ----------- | --------------- | --------------- | --------------- | --------------- | -------- | -------- | ------------------- | ------------------- |
| 100 m       | Ali Shareef | 11.11 NR        | 69              |                 |                 |          |          | Nie awansował dalej | Nie awansował dalej |

#### Kobiety
| Konkurencje | Zawodniczka    | Kwal. – runda 1 | Kwal. – runda 1 | Kwal. – runda 2 | Kwal. – runda 2 | Półfinał | Półfinał | Finał                | Finał                |
| Konkurencje | Zawodniczka    | Wynik           | Poz.            | Wynik           | Poz.            | Wynik    | Poz.     | Wynik                | Poz.                 |
| ----------- | -------------- | --------------- | --------------- | --------------- | --------------- | -------- | -------- | -------------------- | -------------------- |
| 800 m       | Aishath Reesha | 2:30.14 PB      | 40              |                 |                 |          |          | Nie awansowała dalej | Nie awansowała dalej |

### Pływanie
| Konkurencje                   | Zawodnicy             | Kwal. | Kwal. | Półfinał             | Półfinał             | Finał                | Finał                |
| Konkurencje                   | Zawodnicy             | Wynik | Poz.  | Wynik                | Poz.                 | Wynik                | Poz.                 |
| ----------------------------- | --------------------- | ----- | ----- | -------------------- | -------------------- | -------------------- | -------------------- |
| 50 m stylem dowolnym mężczyzn | Ibrahim Shameel       | 29.28 | 88    | Nie awansował dalej  | Nie awansował dalej  | Nie awansował dalej  | Nie awansował dalej  |
| 50 m stylem dowolnym kobiet   | Aminath Rouya Hussain | 30.21 | 72    | Nie awansowała dalej | Nie awansowała dalej | Nie awansowała dalej | Nie awansowała dalej |